# Harutaeographa brahma
Harutaeographa brahma là một loài bướm đêm trong họ Noctuidae.